# Mafia (zespół muzyczny)
Mafia – polski zespół pop-rockowy, założony w Kielcach w 1992.

## Historia zespołu
Zespół formował się w 1992, tworzyli go koledzy ze studiów. Nazwę grupy wymyślił Wojciech Kubiak.
Zespół zaistniał w 1993 utworem „Krótka piosenka o...”, który promował debiutancką płytę studyjną zatytułowaną Mafia i stał się hymnem festiwalu Jarocin ’93. Największą popularność zdobył w drugiej połowie lat 90. za sprawą albumów Gabinety, który ma status złotej płyty, oraz FM, który uzyskał status platynowej płyty. Z albumów pochodzą największe przeboje grupy: „Ja (moja twarz)”, „Noce całe”, „W świetle dnia”, „Imię deszczu” i „Noc za ścianą”.
Do 1998 wokalistą Mafii był Andrzej „Piasek” Piaseczny, który w szczytowym okresie popularności rozstał się z zespołem i rozpoczął karierę solową. Jego miejsce zajął Andrzej Majewski, z którym zespół nagrał w 1999 album studyjny, zatytułowany 99. Od 2003 wokalistą zespołu był Bartosz Król, finalista drugiej edycji programu Idol. W 2005 muzycy nagrali w nowym składzie płytę studyjną zatytułowaną Vendetta.
Po kolejnej zmianie personalnej, 1 lipca 2013 ukazał się singel „Zakończmy to” z nowym wokalistą Romanem Słomką. Utwór zapowiadał szósty album studyjny zespołu, zatytułowany Ten świat nie jest zły, który ukazał się w 2014. Po zakończeniu współpracy ze Słomką zespół ogłosił poszukiwania nowego wokalisty, którym ostatecznie został Filip Rychcik. Po jego odejściu z grupy, pod koniec 2018 zespół ogłosił casting na nowego wokalistę. W marcu 2019 roku nowym wokalistą został Michał Ostrowski, który od 2015 roku jest także koncertmistrzem Państwowego Zespołu Ludowego Pieśni i Tańca "Mazowsze" im. Tadeusza Sygietyńskiego.

## Dyskografia

### Albumy studyjne
| Rok  | Tytuł                  | Sprzedaż | Uwagi                           |
| ---- | ---------------------- | -------- | ------------------------------- |
| 1993 | Mafia                  |          |                                 |
| 1995 | Gabinety               | 200 tys. | - złota płyta                   |
| 1996 | FM                     | 300 tys. | - złota płyta - platynowa płyta |
| 1999 | 99                     |          |                                 |
| 2005 | Vendetta               |          |                                 |
| 2014 | Ten świat nie jest zły |          |                                 |

### Single
| Rok  | Tytuł                   | Pozycja na Liście |
| Rok  | Tytuł                   | LP3               |
| ---- | ----------------------- | ----------------- |
| 1992 | „Wishing Well”          | —                 |
| 1993 | „Krótka piosenka o...”  | —                 |
| 1993 | „Antyarmia”             | —                 |
| 1995 | „Ja (moja twarz)”       | 6                 |
| 1995 | „Noce całe”             | 15                |
| 1996 | „Od nowa”               | 9                 |
| 1997 | „W świetle dnia”        | 12                |
| 1997 | „Imię deszczu”          | 16                |
| 1998 | „Wolność w nas”         | —                 |
| 1999 | „Piaskiem w oczy”       | —                 |
| 1999 | „Nie ma takich miejsc”  | —                 |
| 2000 | „Moja nieśmiałość”      | —                 |
| 2002 | „Aniele mój”            | —                 |
| 2005 | „Warszawska noc”        | —                 |
| 2006 | „Życie takie jest”      | 11                |
| 2008 | „Miasto łez”            | —                 |
| 2010 | „Wielki mały cud”       | —                 |
| 2013 | „Zakończmy to”          | —                 |
| 2014 | „Będziemy niewidzialni” | —                 |
| 2014 | „Summertime online”     | —                 |
| 2019 | „Ona tak ma”            | —                 |
| 2021 | „Niebo znajdę w Tobie”  | —                 |